# Sainimili Naivalu
Sainimili Naivalu (1986–2019) foi uma atleta paralímpica e ativista anti-capacitismo do Fiji. Representou as Fiji em competições internacionais na modalidade de ping-pong em cadeira de rodas, ganhando medalhas de ouro e prata.

## Biografia
Naivalu nasceu em 1986 em Dakuibeqa, na ilha de Beqa, nas Fiji. Nasceu com a síndrome de regressão caudal, pelo que sempre foi usuária de cadeira de rodas. Seu pai era presbítero da igreja e sua mãe dona de casa.
Naivalu foi membra da Spinal Injury Association no Fiji e também foi representante da Federação de Pessoas com Deficiência das Fiji. Defendeu a necessidade de que as pessoas com deficiência fossem consultadas para que o Fiji pudesse avançar nas políticas inclusão. Identificou três preocupações centrais para as pessoas com deficiência nas Fiji: acessibilidade, fornecimentos médicos e segurança - nomeadamente depois das catástrofes naturais.
Como atleta paralímpica de ping-pong em cadeira de rodas, Naivalu competiu a nível internacional, conquistando a medalha de prata na categoria de duplas junto com a Merewalesi Rodan no Oceania Para Championships de 2017. Em 2015 ela conquistou o ouro, na mesma categoria junto com Mark Harris na Oceania Cup da Federação Internacional de Tênis de Mesa.
Naivalu morreu em 2019.

## Trabalhos selecionados
- Devine, A., Carrol, A., Naivalu, S., Seru, S., Baker, S., Bayak-Bush, B., & Marella, M. (2017). They don’t see my disability anymore’–The outcomes of sport for development programmes in the lives of people in the Pacific. Journal of Sport for Development, 5(8), 4-18.
- Devine, A., Carroll, A., Naivalu, S., & Seru, S. (2018). Promoting Effective Implementation of Disability Inclusive Sports for Development Programmes. Lessons Learnt from Australian Government Programs in the Pacific. Journal of Paralympic Research Group, 9, 43-62.